# يانو
يانو (بالبرتغالية: Adriano Belmiro Duarte Nicolau‏) هو لاعب كرة قدم أنغولي، ولد في 8 يوليو 1992 في ساوريمو في أنغولا. شارك مع منتخب أنغولا لكرة القدم. أما مع النوادي، فقد لعب مع Progresso Associação do Sambizanga ‏.

## وصلات خارجية
- يانو على موقع الاتحاد الدولي (مؤرشف)  (الإنجليزية)
- يانو على موقع قاعدة بيانات كرة القدم.إي يو (الإنجليزية)
- يانو على موقع ناشيونال فوتبول تيمز (الإنجليزية)
- يانو على موقع Soccerway.com (الإنجليزية)